# 윌리엄 세번
윌리엄 세번(William Severn, 1938년 1월 17일 ~ 1983년 3월 26일)은 미국의 배우이다.

## 영화
- 다윗과 밧세바 (1951년)
- 래시의 아들 (1945년)
- 마거릿의 여행 (1942년)